# 東急車輛製造
東急車輛製造（日语：／ Tōkyū sharyō seizō */?）是日本一家鐵路車輛及立體停車場機器製造商，為東急集團核心企業東急電鐵的全資子公司，並在美國巴德公司（Budd Company）授權下製造不鏽鋼車體和轉向架。
東急車輛製造的總部及主工場位於神奈川縣橫濱市金澤區大川，另外還有位於和歌山縣紀之川市（和歌山工場，負責鐵路相關業務）、群馬縣邑樂郡邑樂町（群馬工場，負責工程作業車輛業務）及埼玉縣羽生市（羽生製作所，負責立體停車場機器業務）的工場。
由於經營環境惡化，東急車輛製造於2011年（平成23年）10月27日宣布全面退出鐵路車輛、工程作業車輛及立體停車場機器等旗下業務。其中鐵路車輛業務售予東日本旅客鐵道（JR東日本），成為全資子公司綜合車輛製作所。而立體停車場機器及工程作業車輛業務則售予新明和工業。作為轉讓程序的一部分，東急車輛製造於2011年（平成23年）11月9日成立2家子公司，接收轉讓的資產。兩項交易已於2012年（平成24年）4月2日生效，其後東急車輛製造將會更名（未有公布），並只管理未出售的固定資產（包括三家公司使用的廠房）。2014年東急車輛製造更名為橫濱金澤物業株式會社，2016年10月1日被併入東京急行電鐵，正式結束公司58年歷史。

## 子公司
- 東急車輛工程株式會社（現：J-TREC設計服務株式會社，綜合車輛製作所旗下）
- 東急車輛特裝株式會社（現：東邦車輛株式會社，新明和工業旗下）
- 東急車輛服務株式會社（現：東邦車輛服務株式會社，新明和工業旗下）
- 東急停車場系統株式會社（現：東京停車場系統株式會社，新明和工業旗下）
- 京濱鋼板工業株式會社（未改名，現為綜合車輛製作所旗下）

## 圖集

### 私鐵車輛

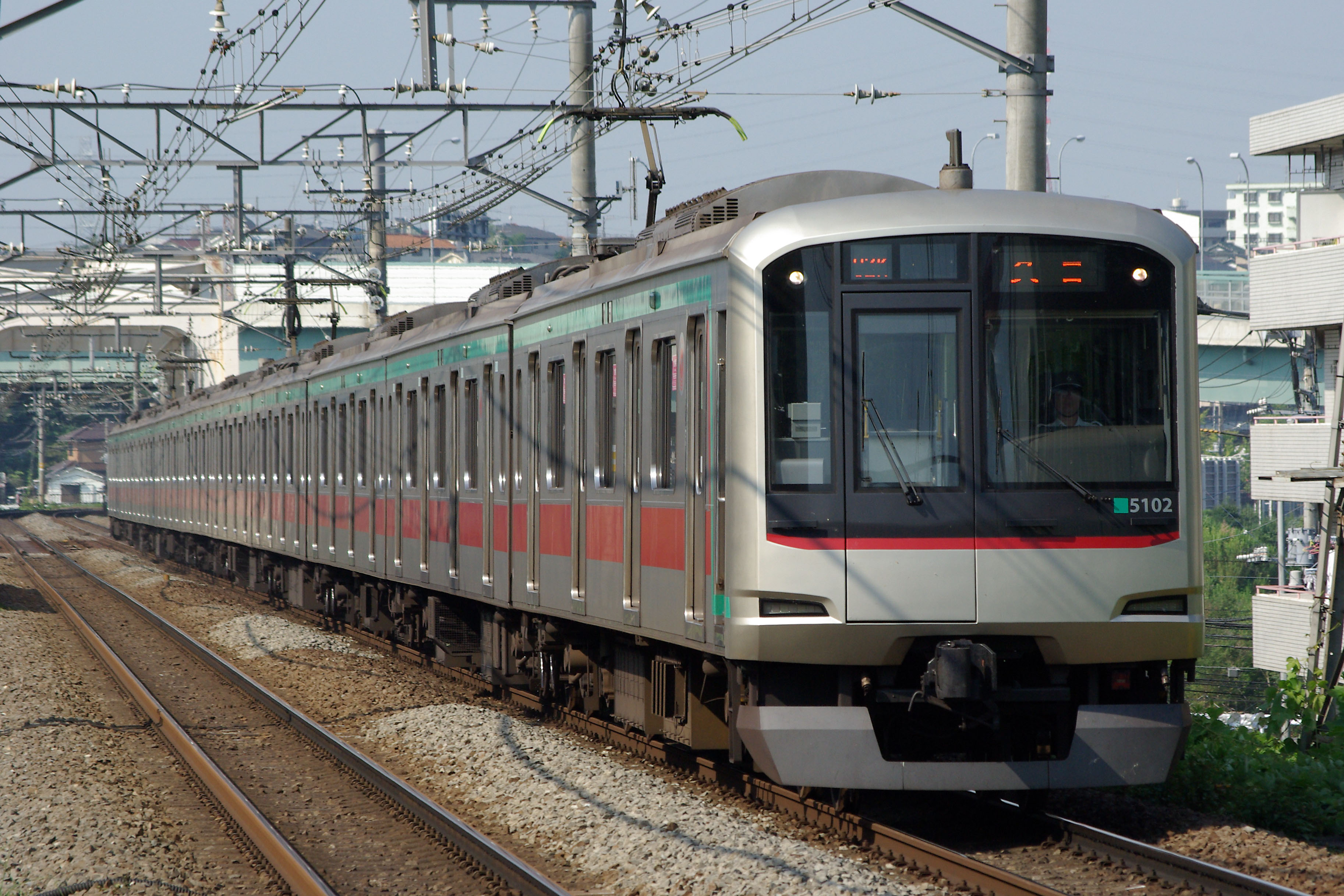
東急5000系電聯車 (2代)
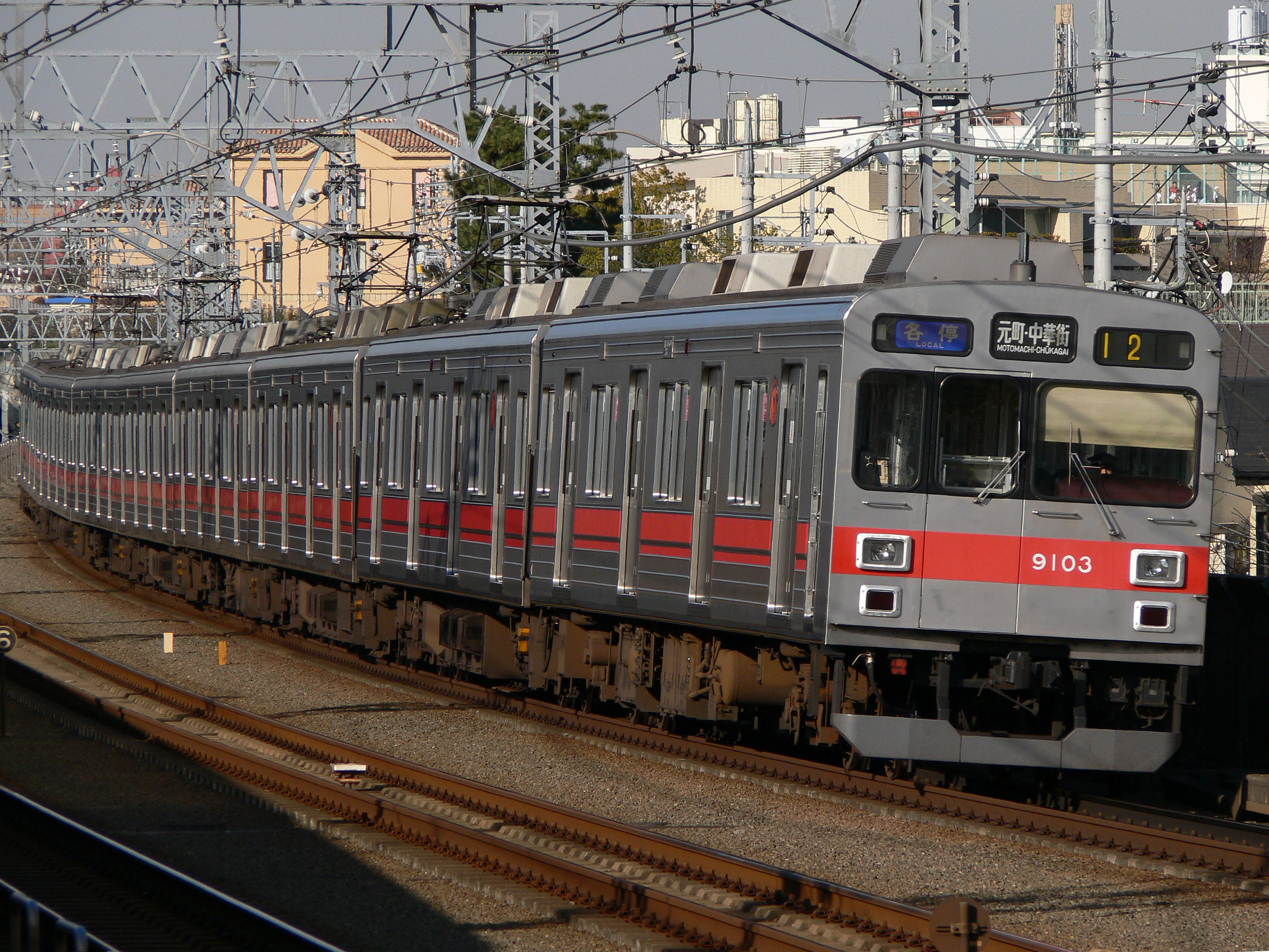
東急9000系電聯車
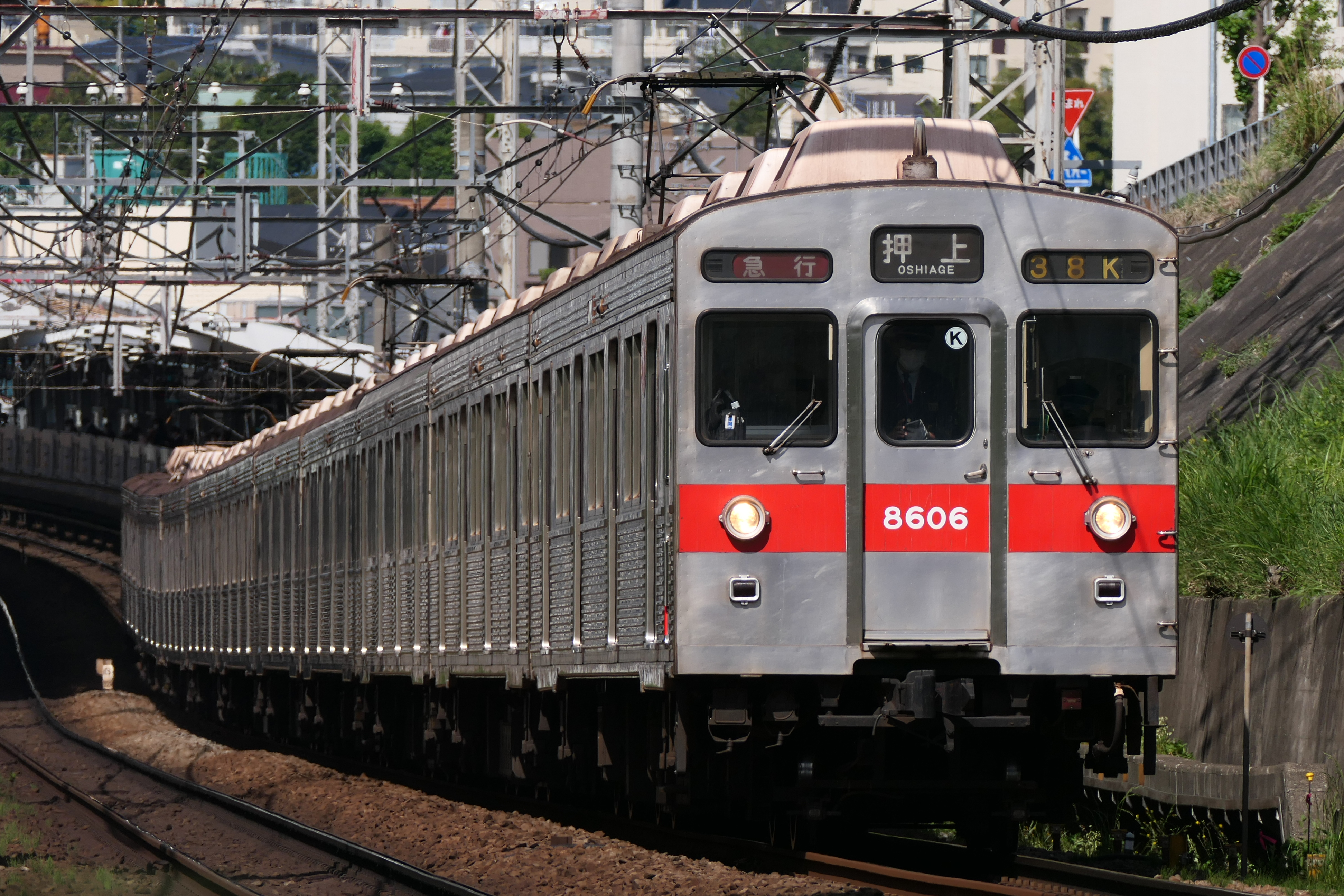
東急8500系電聯車
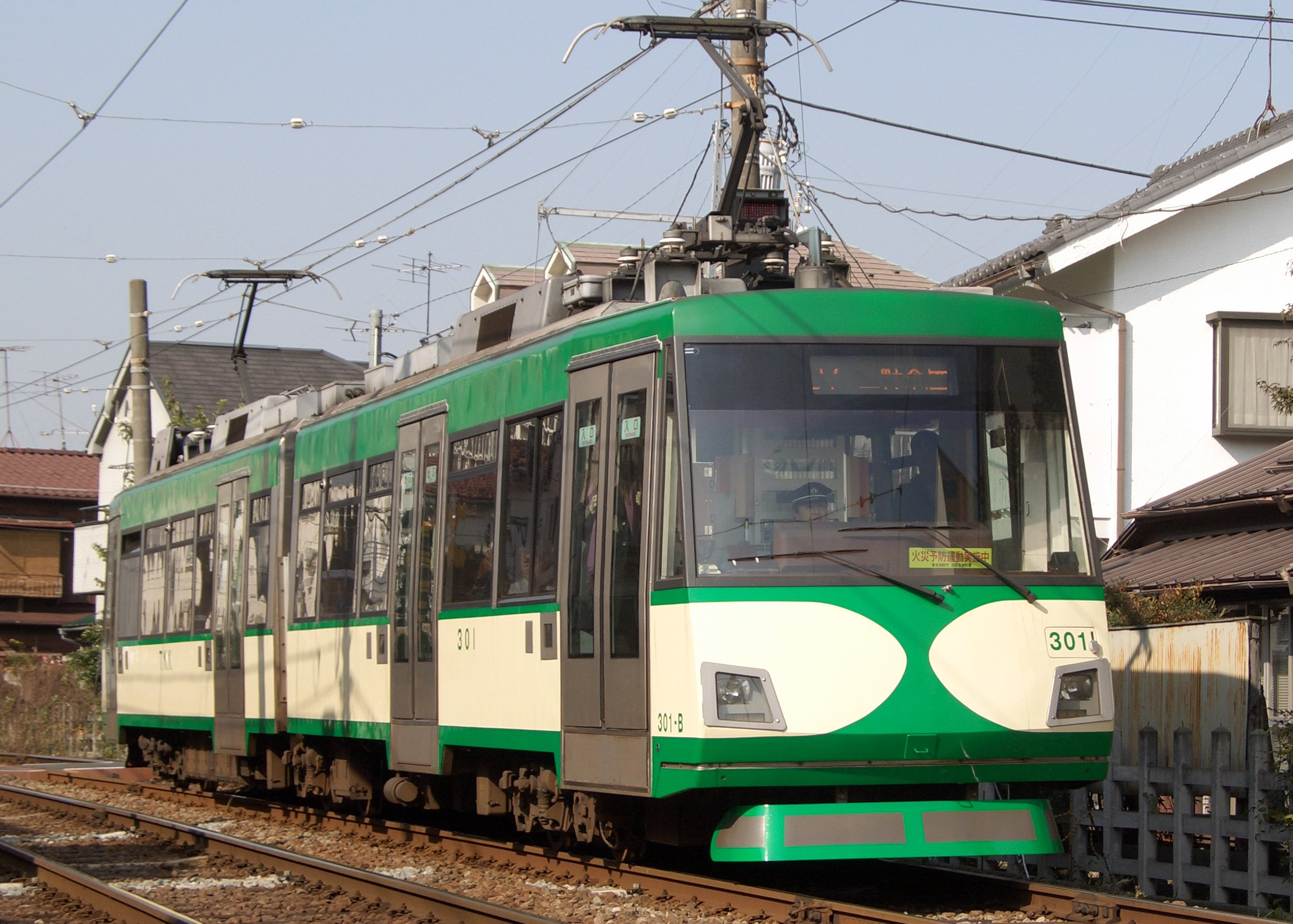
東急300系電車
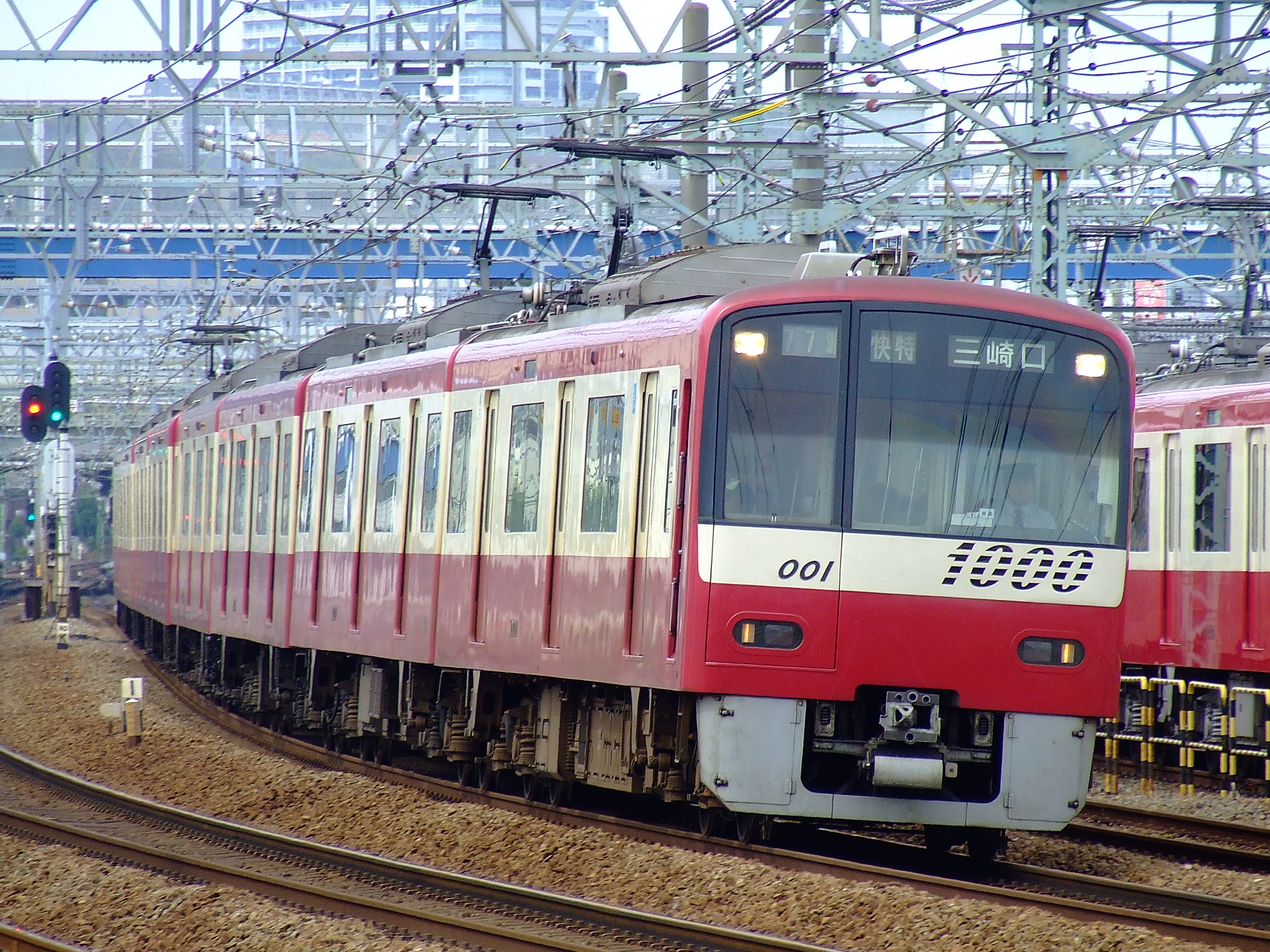
2代京急1000型電聯車
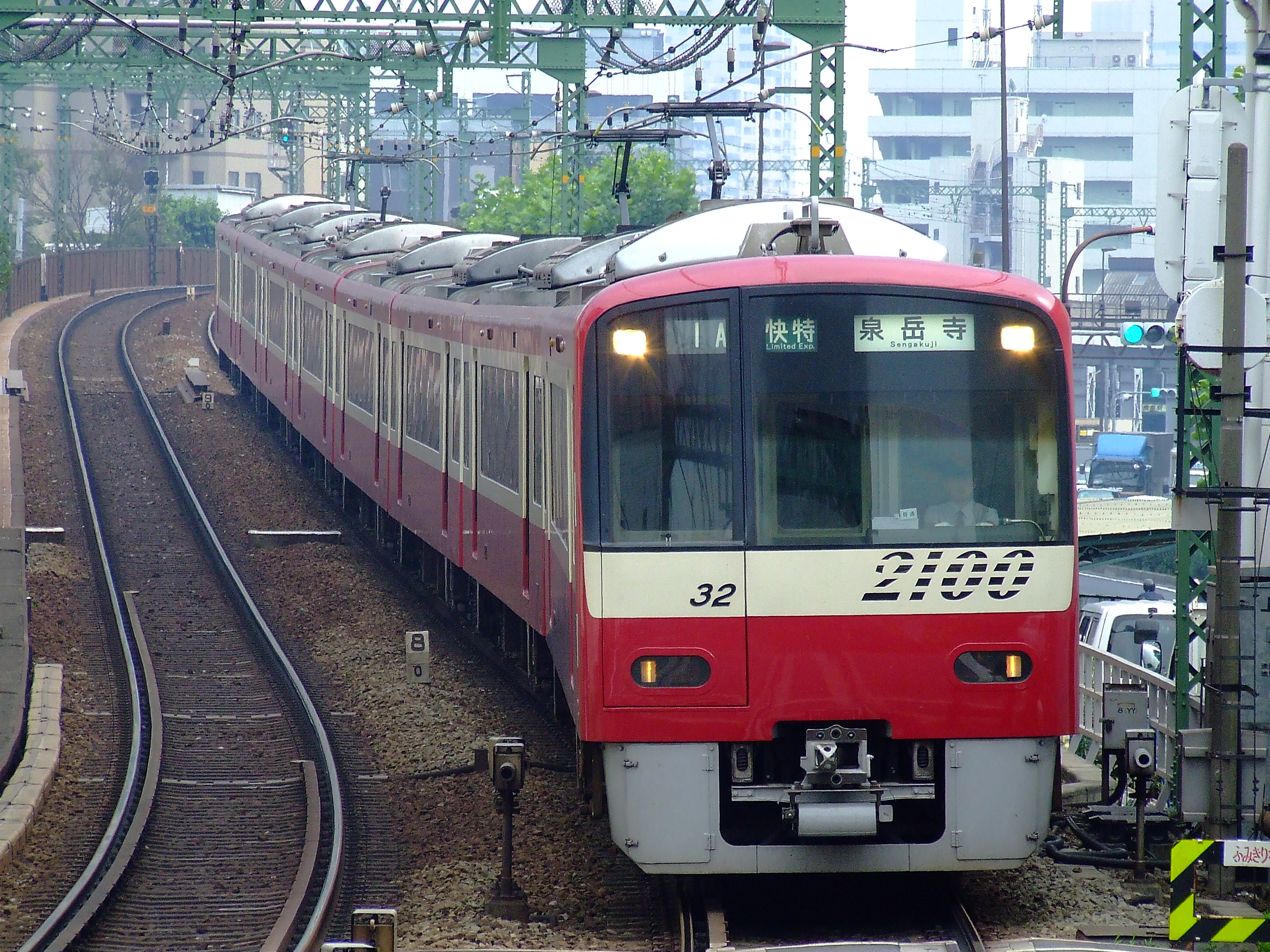
京急2100型電聯車
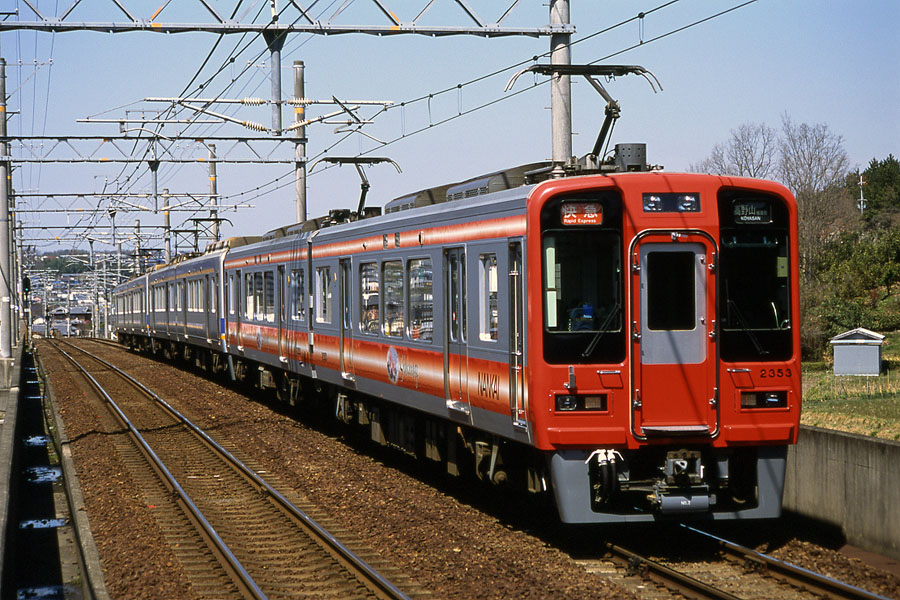
南海2300系電聯車
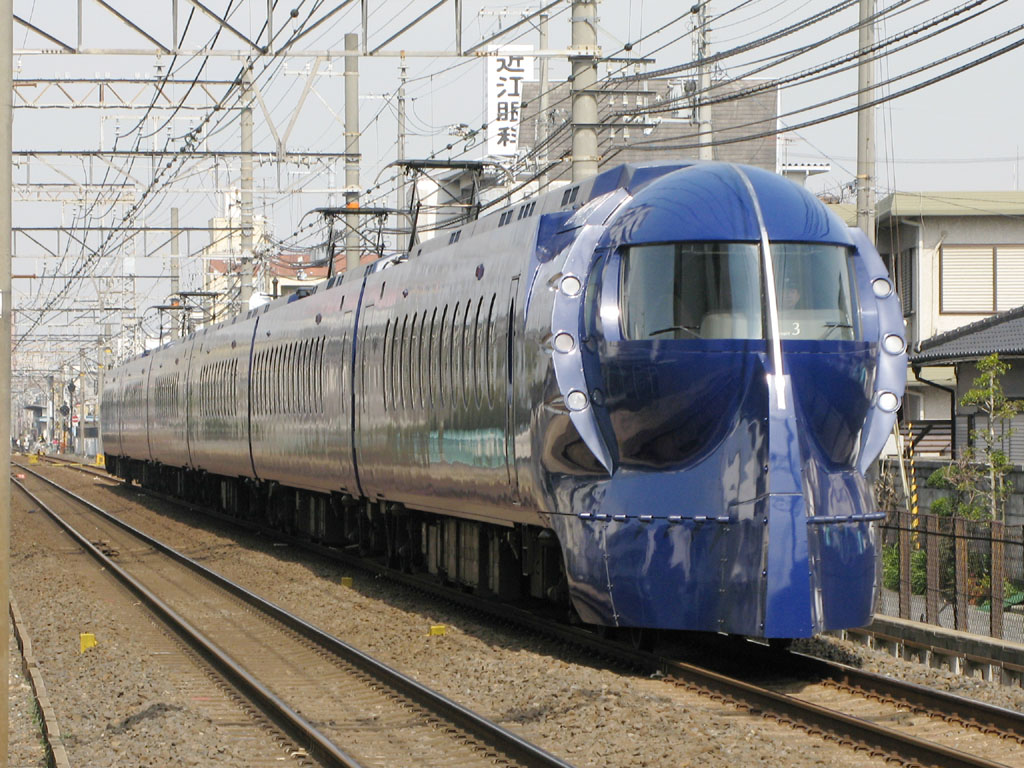
南海50000系電聯車

### 國鐵與JR車輛

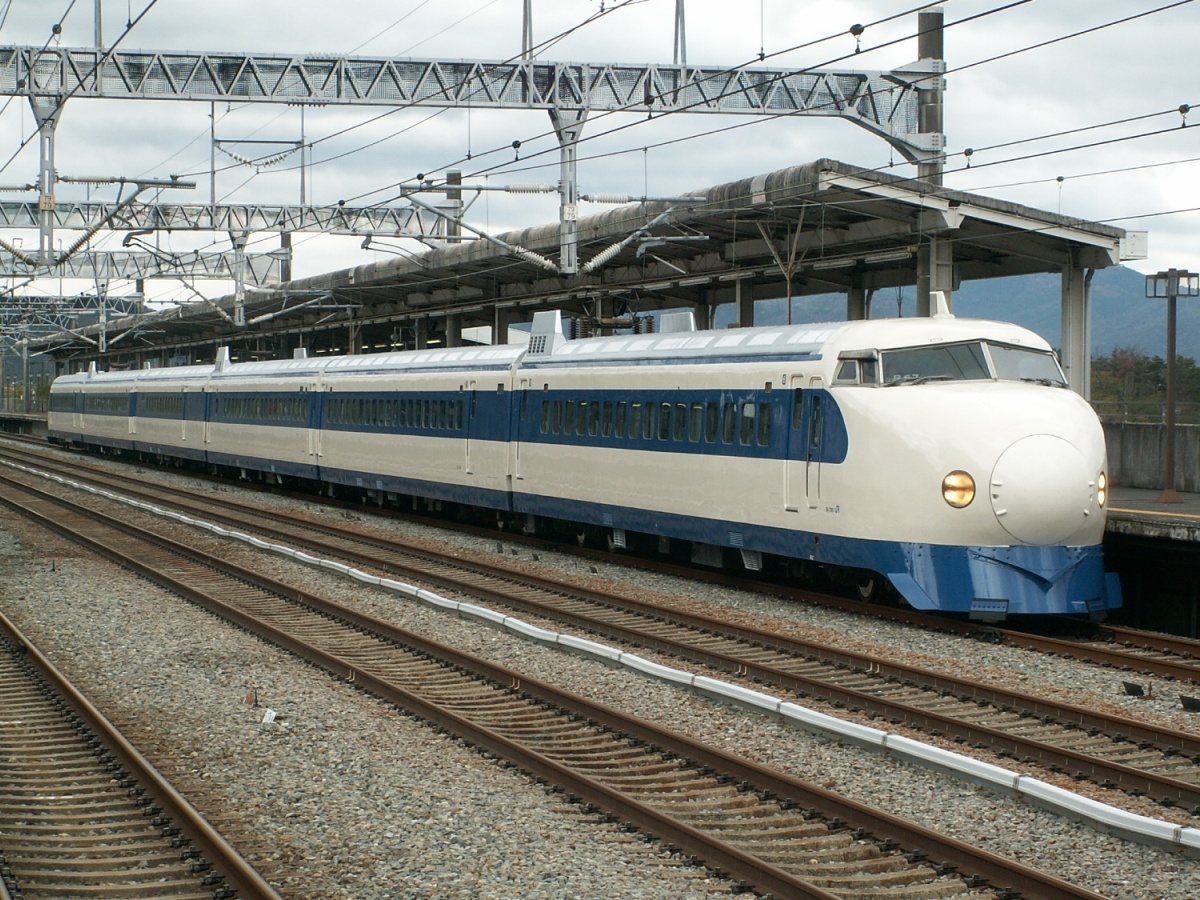
新幹線0系電聯車
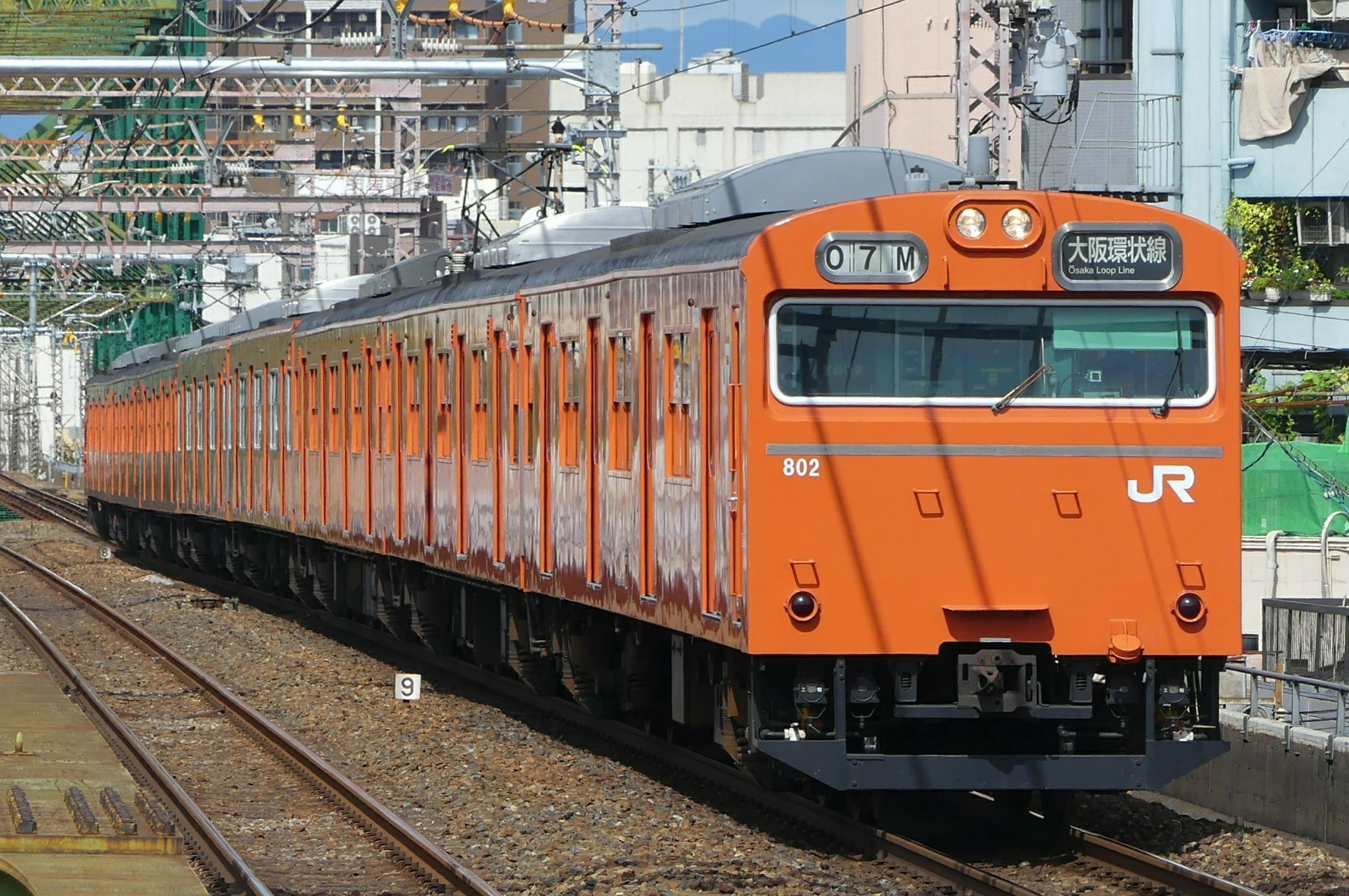
國鐵103系電聯車
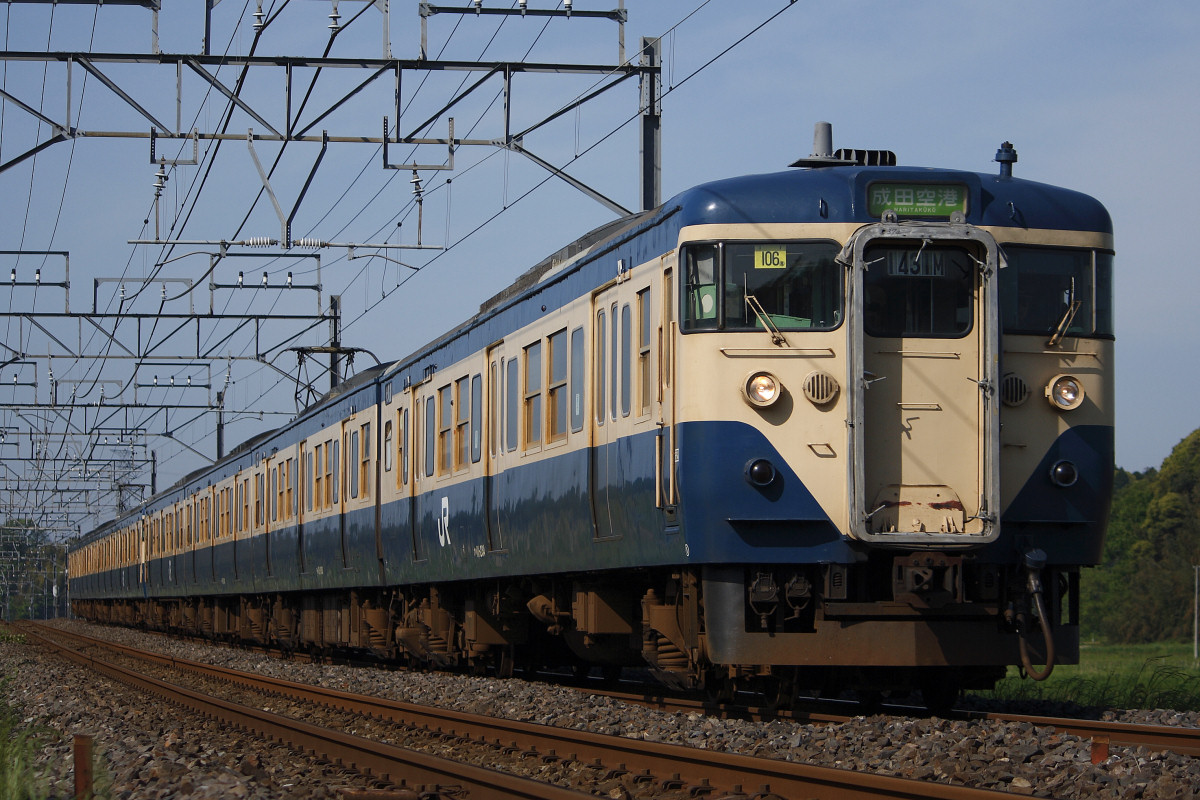
國鐵113系電聯車
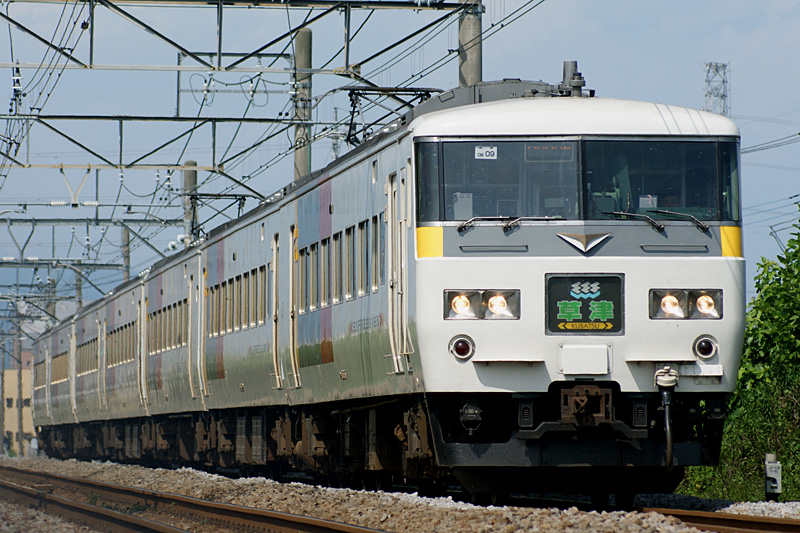
國鐵185系電聯車
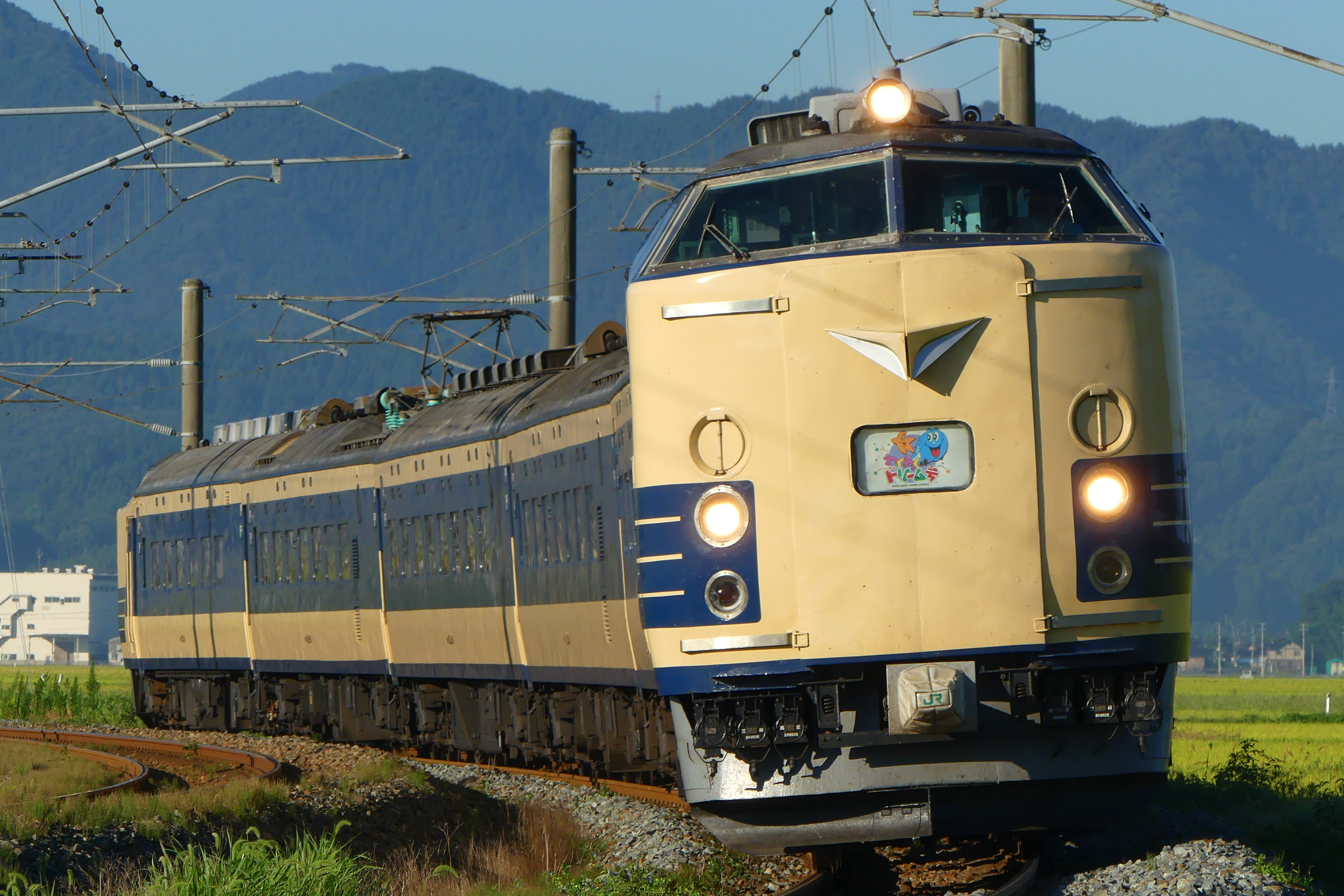
國鐵583系電聯車
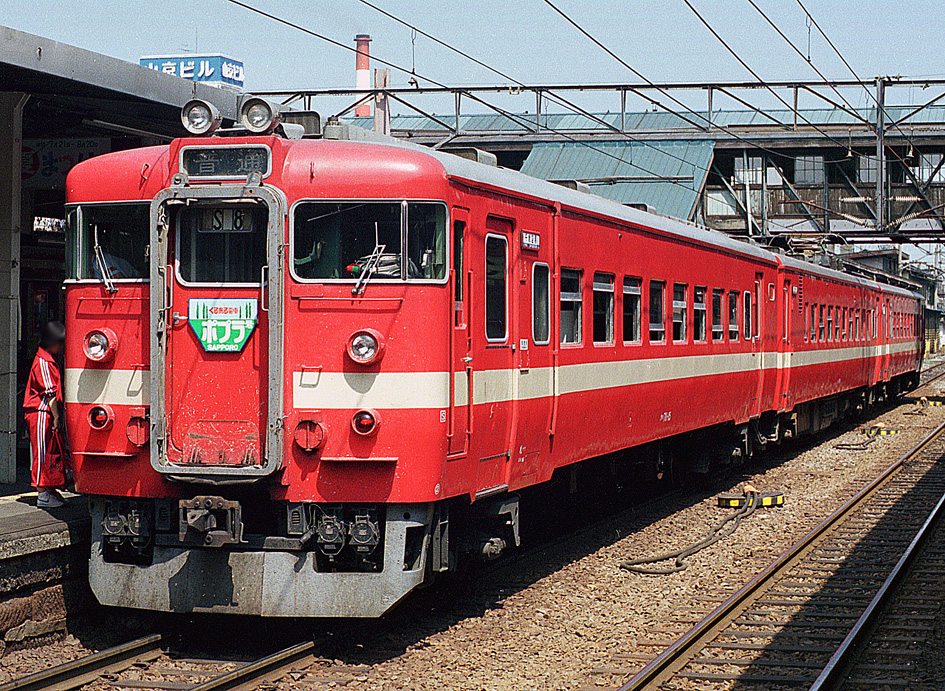
國鐵711系電聯車
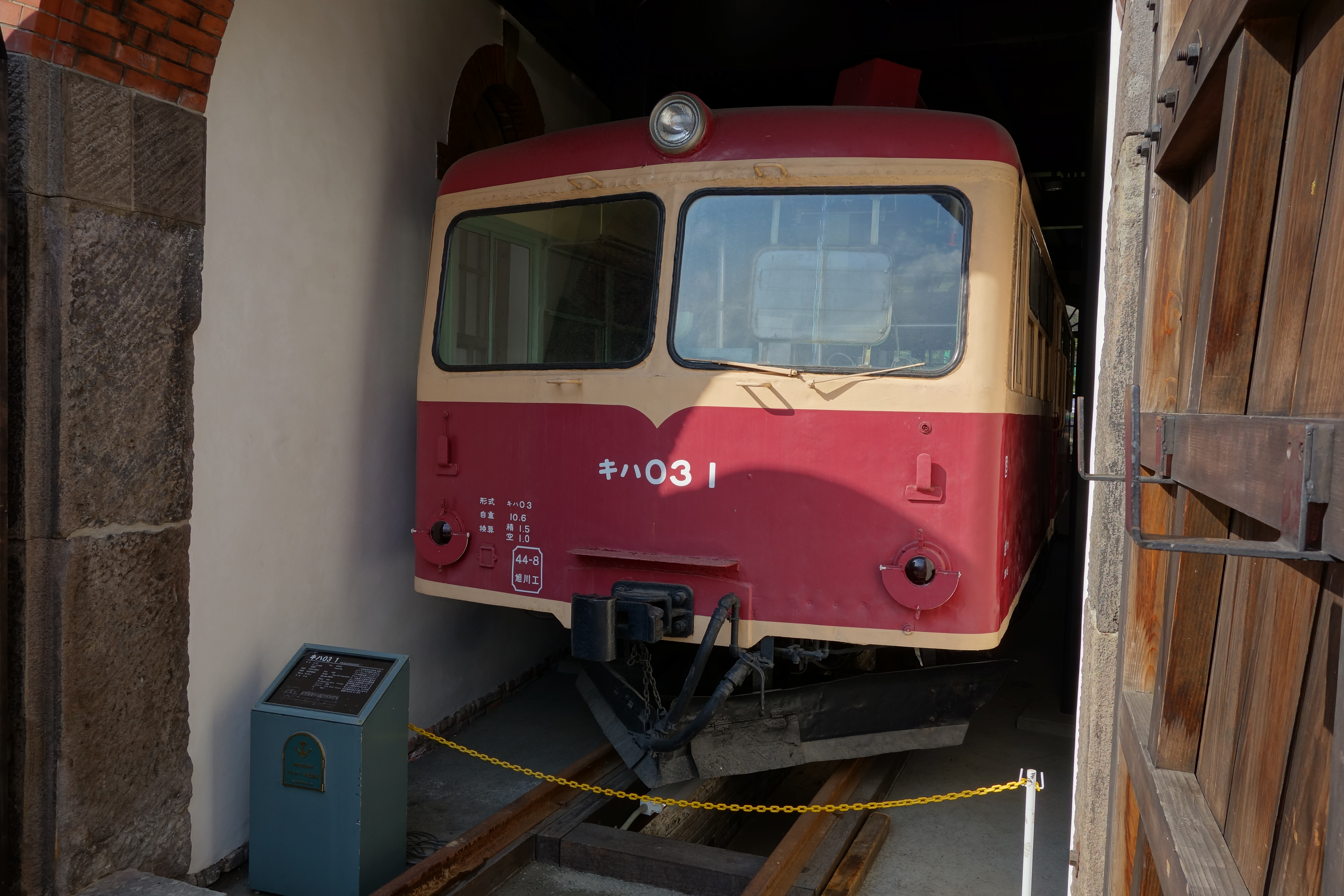
國鐵KiHa 01系柴油客車
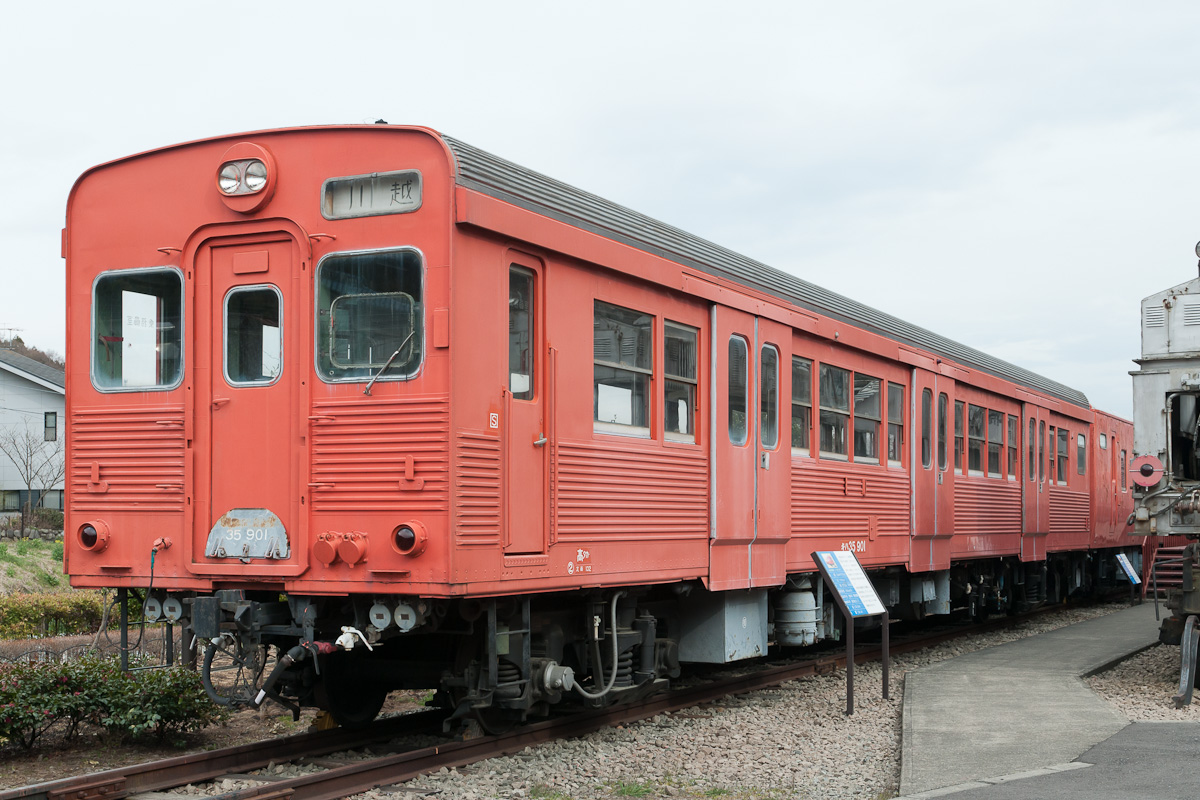
國鐵KiHa 35系35型900番台

#### 出口車輛

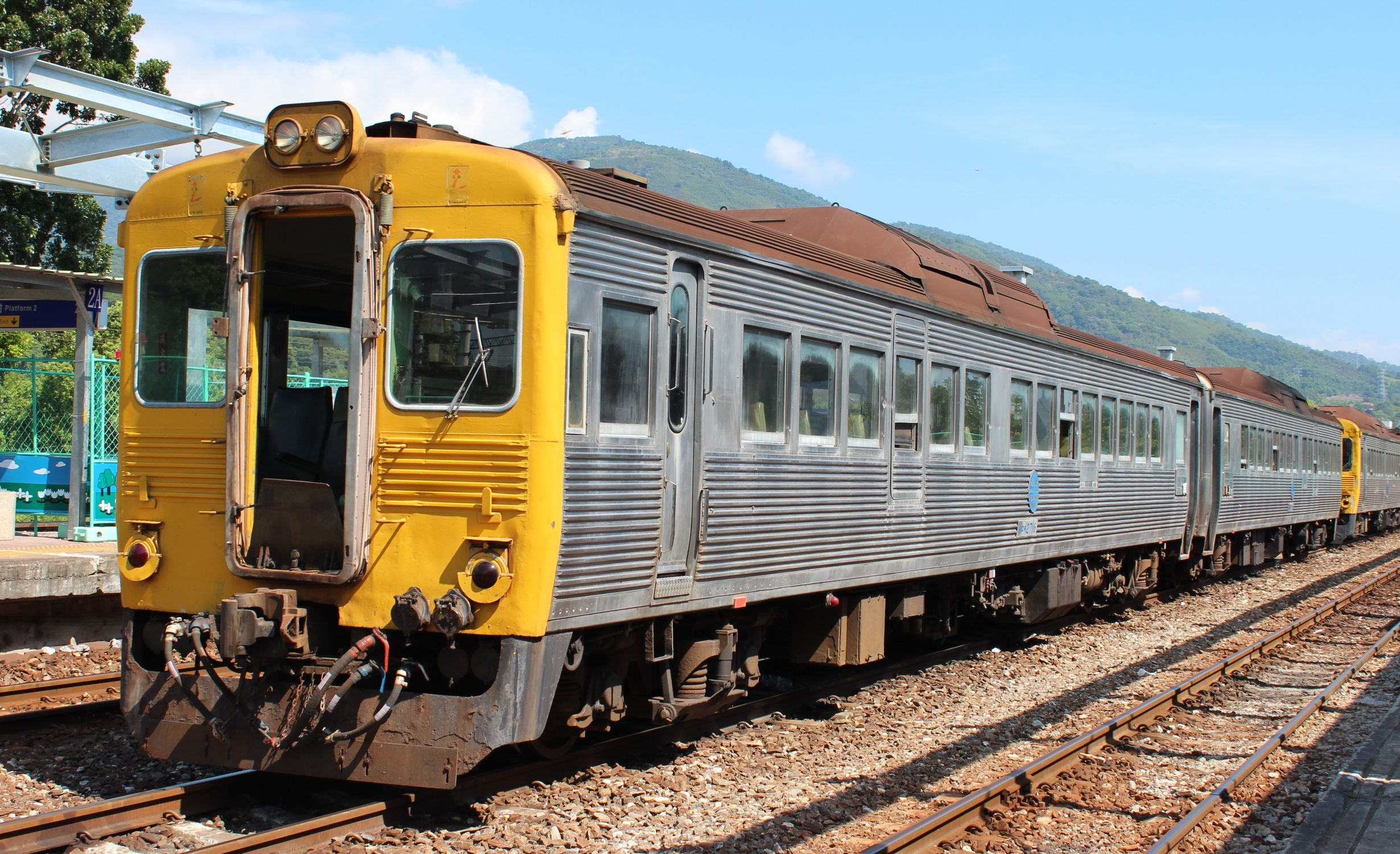
台灣鐵路管理局DR2700型柴油客車
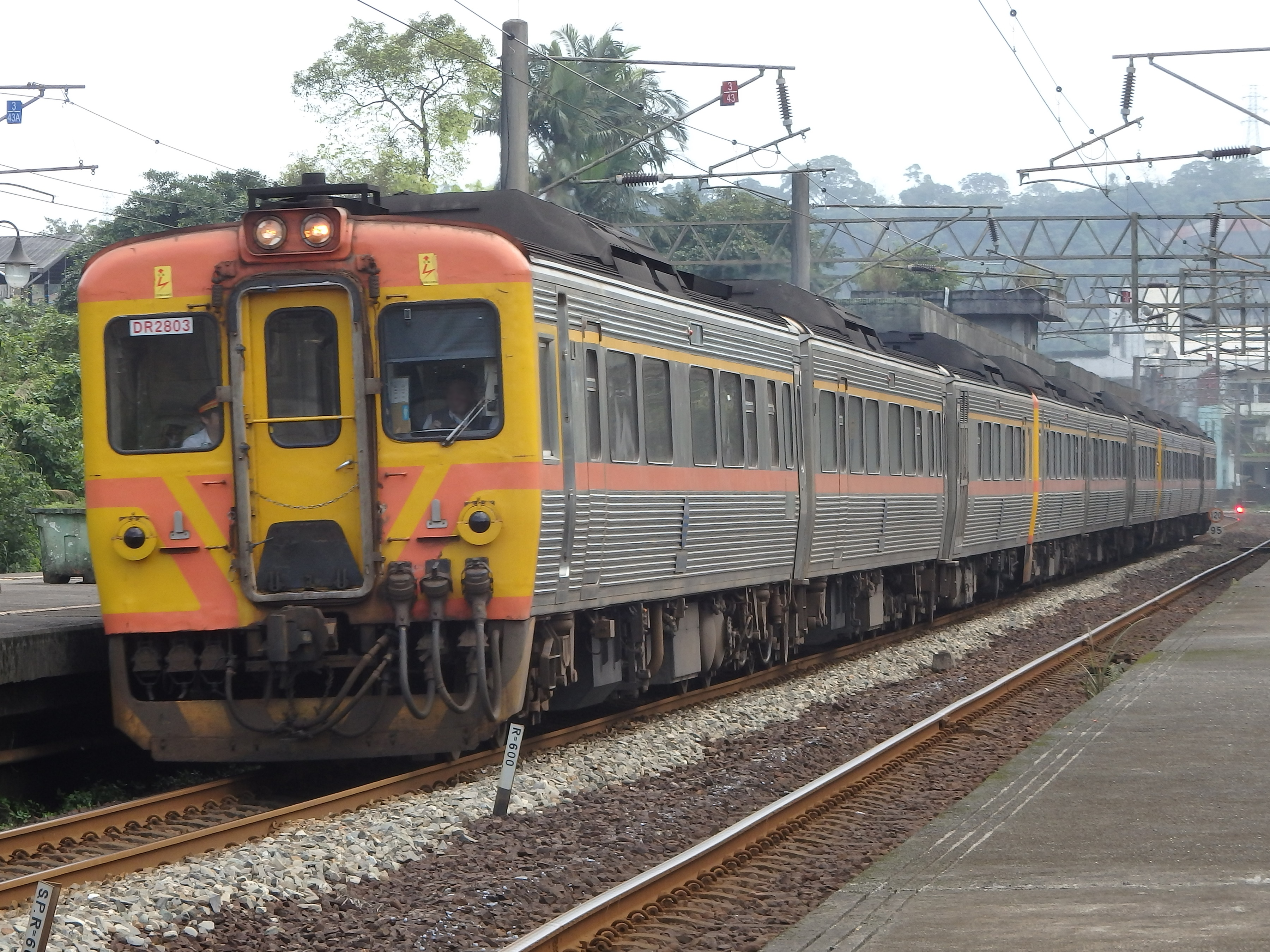
台灣鐵路管理局DR2800型柴聯車
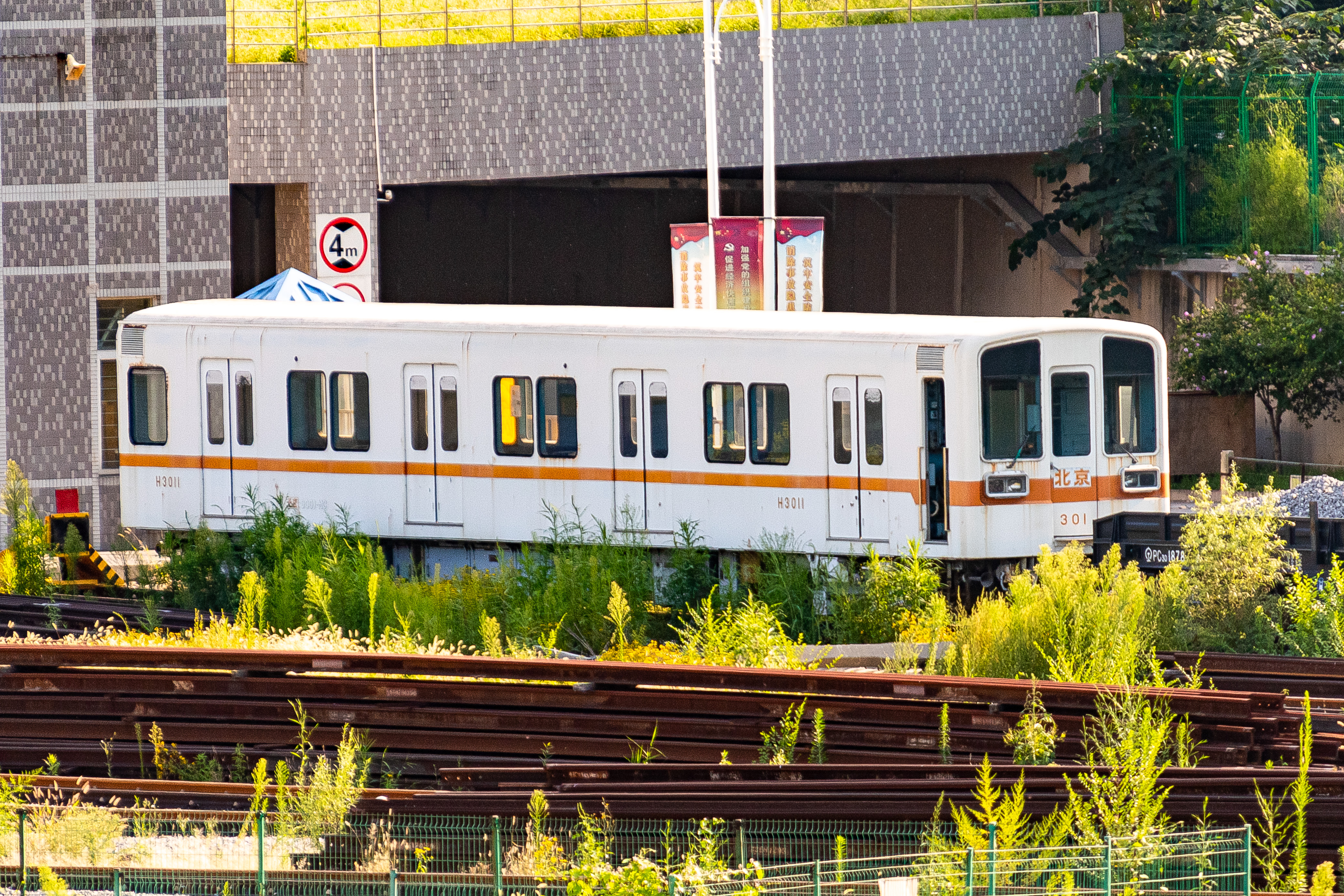
北京地铁M车（2021年8月）
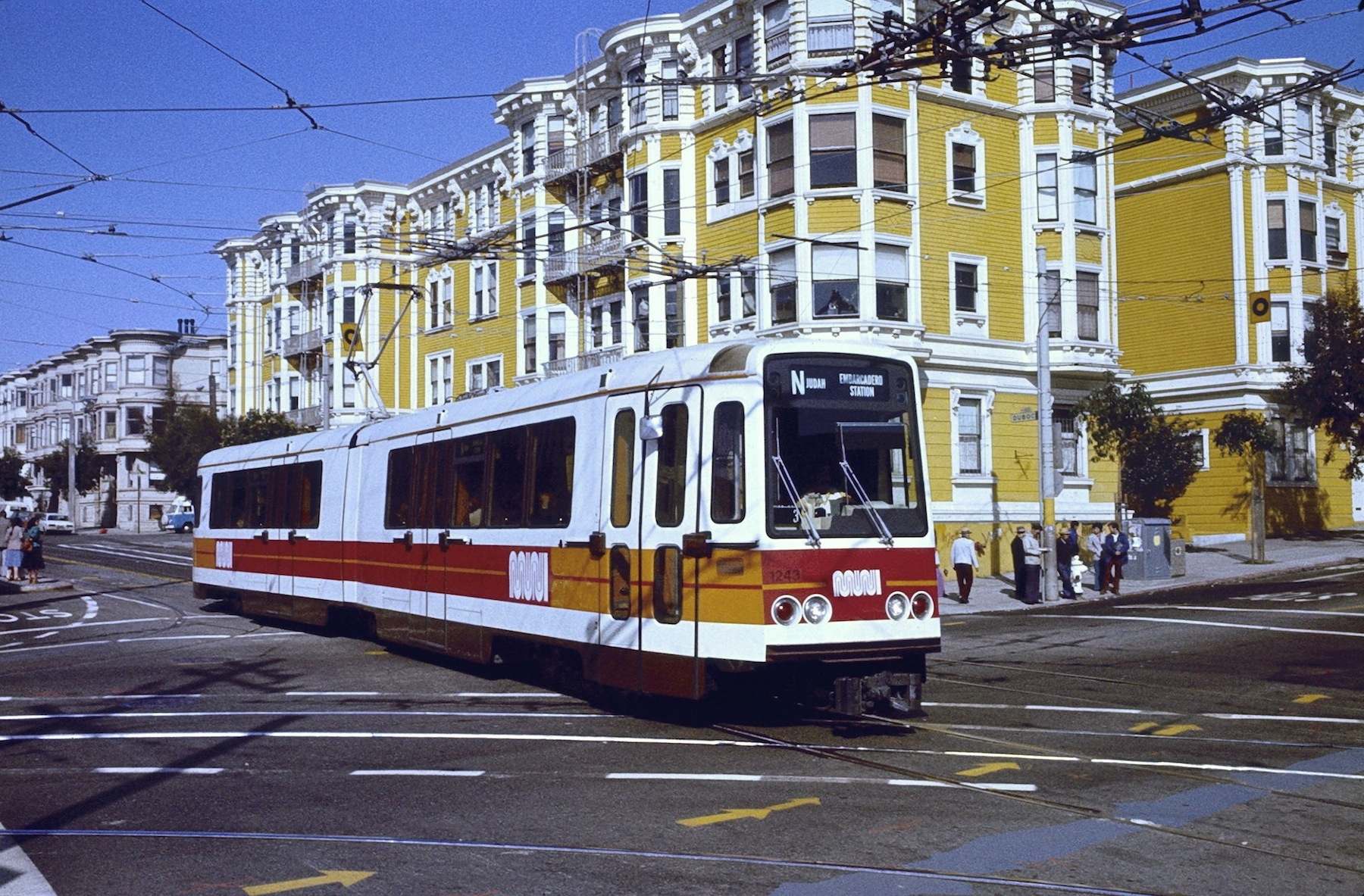
舊金山路面電車
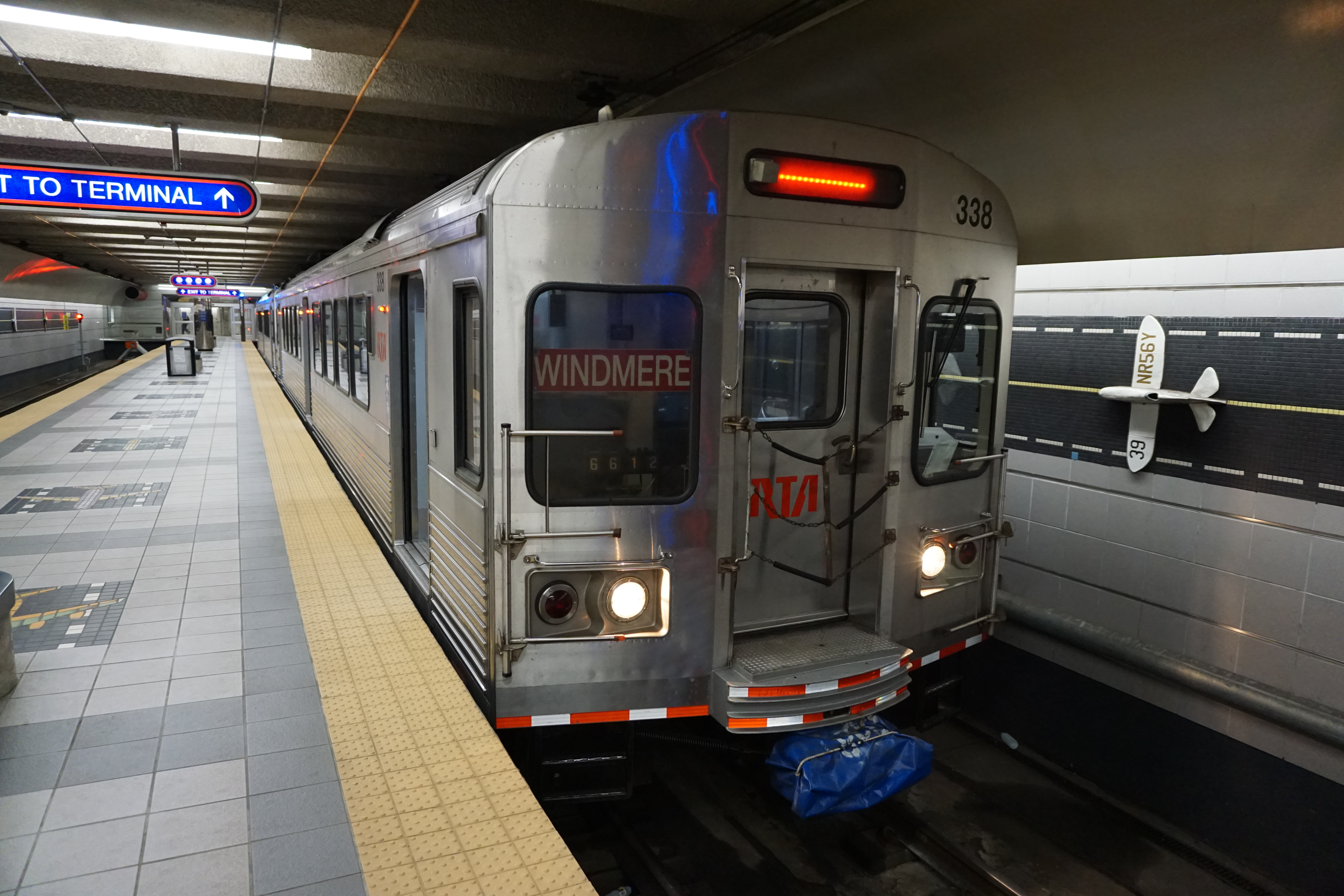
克利夫蘭地鐵
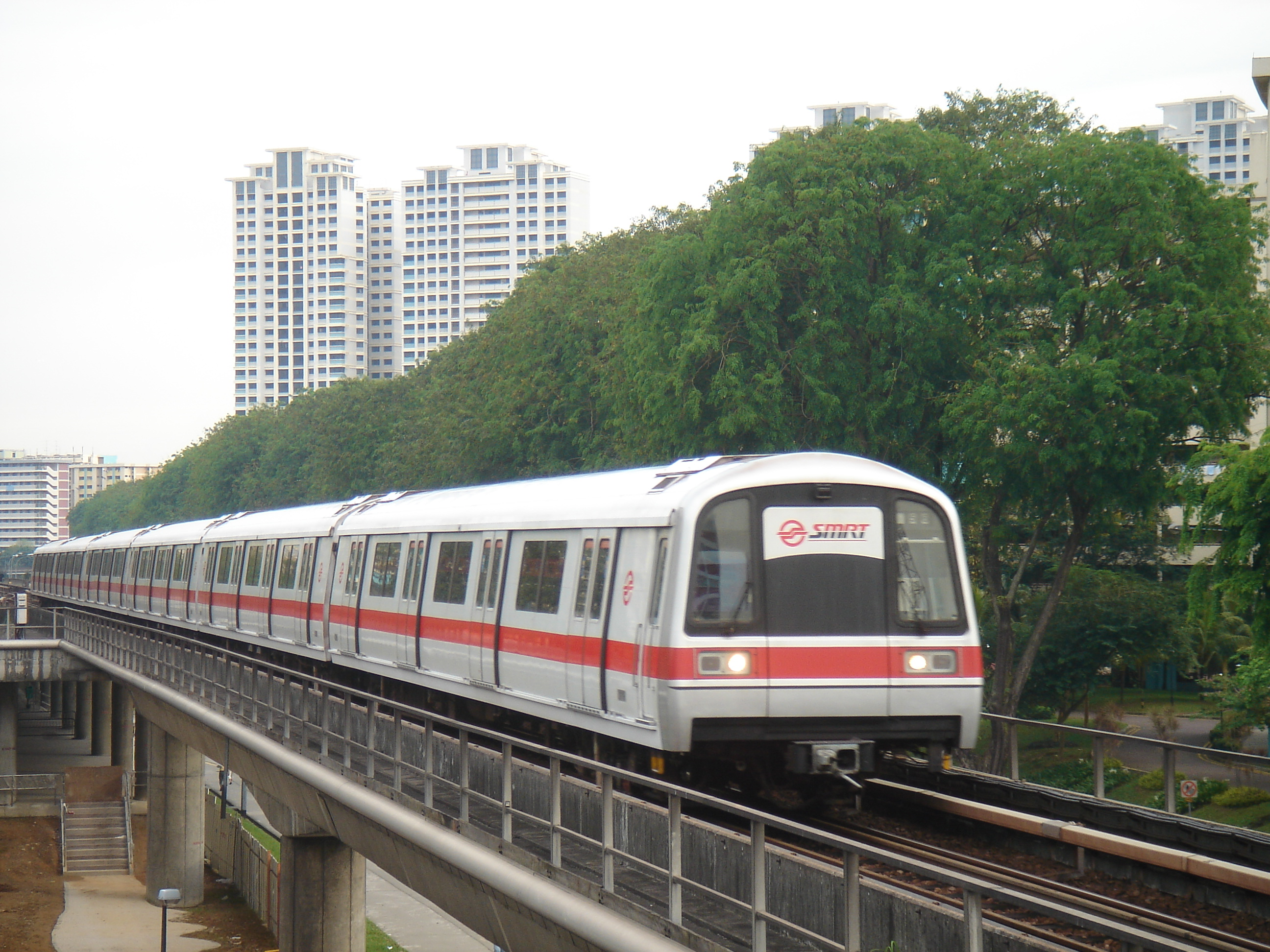
新加坡地鐵 SMRT
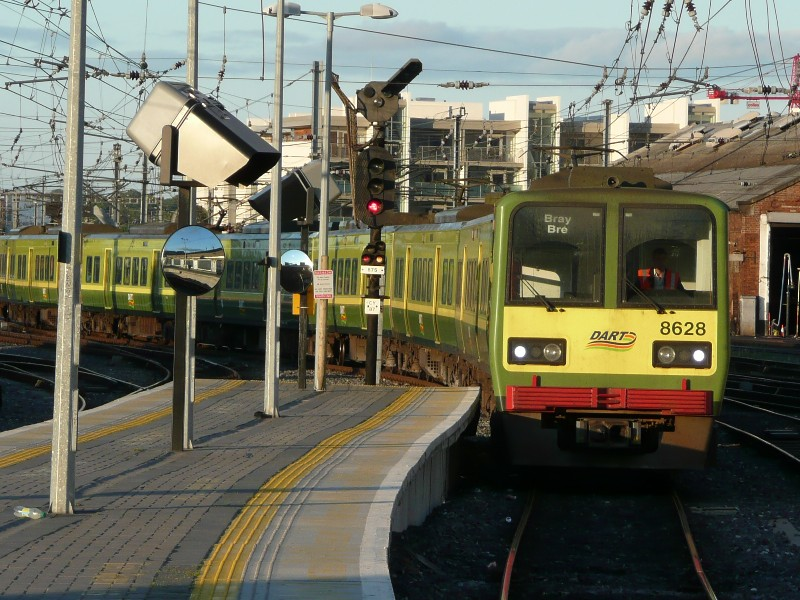
達拉斯地區捷運局（DART） 8520型
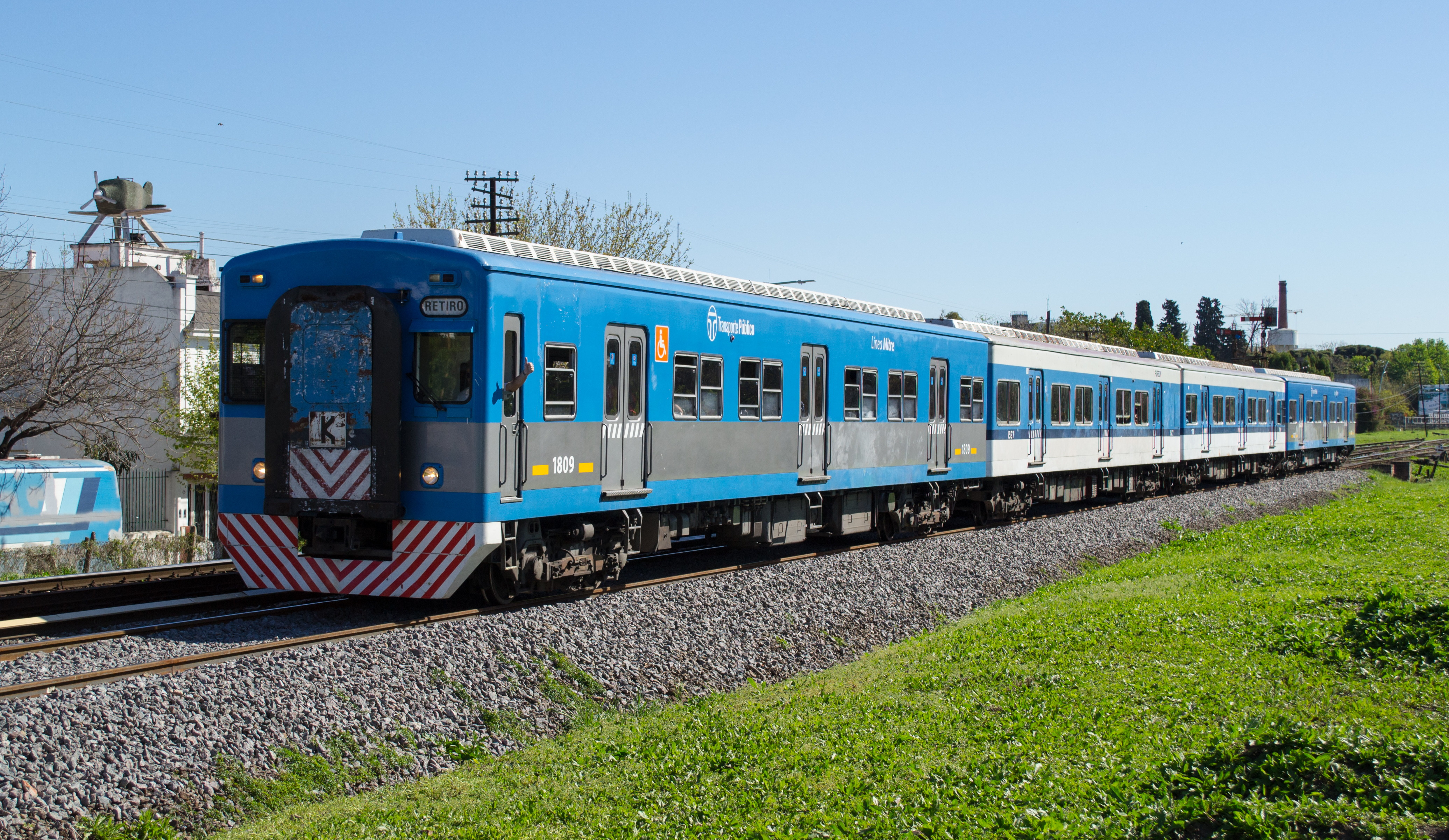
阿根廷國家鐵路
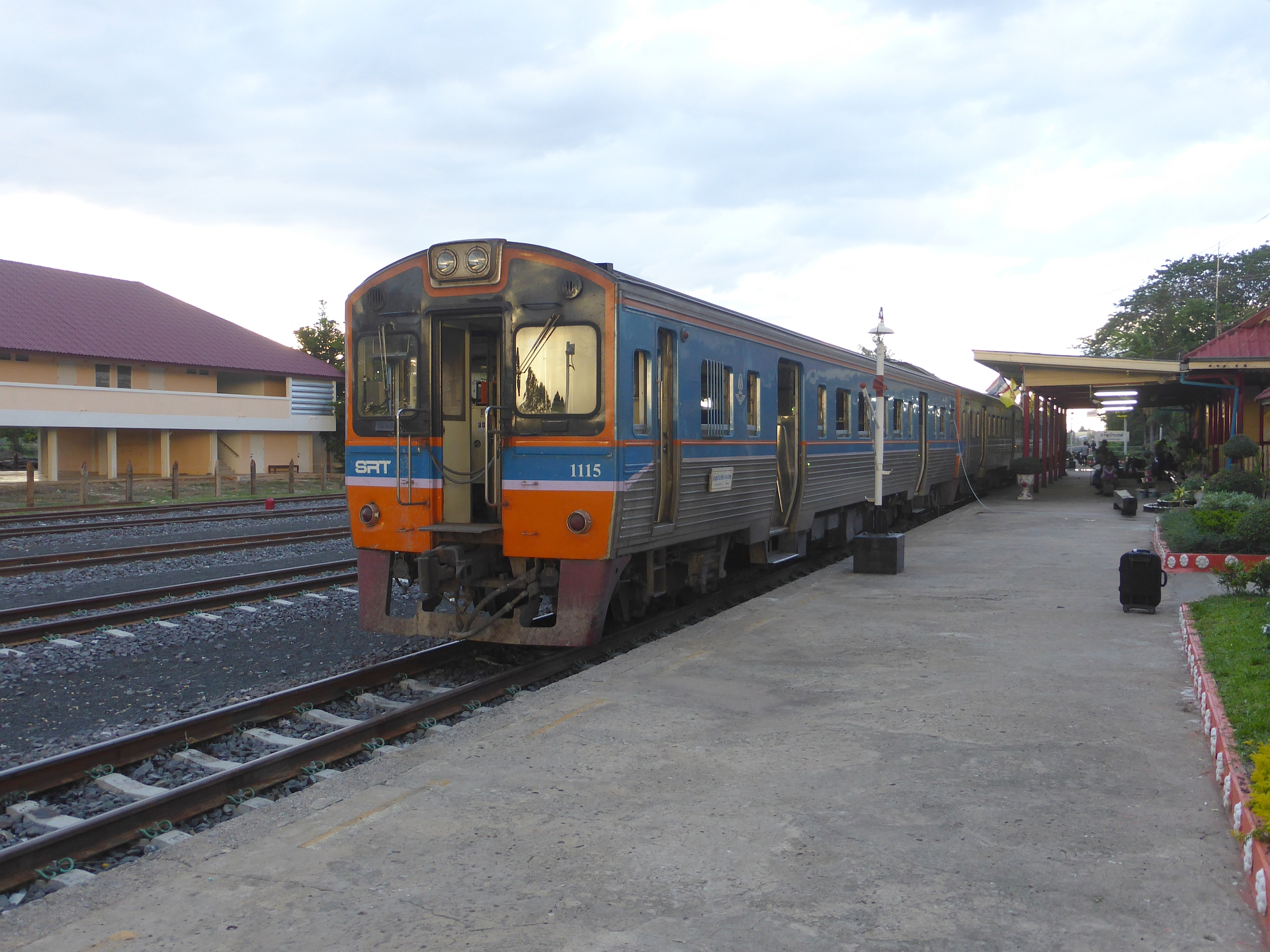
泰國鐵路THN型柴聯車
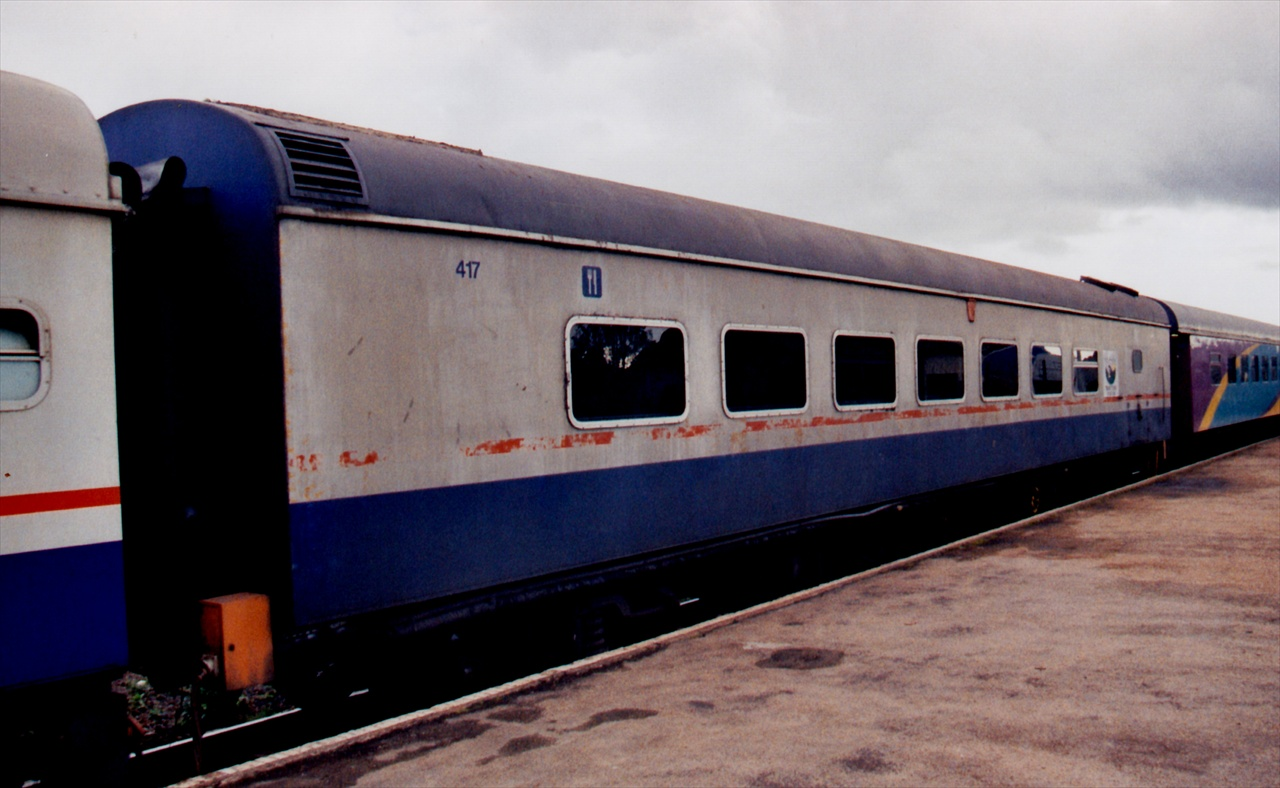
南非鐵路的餐車
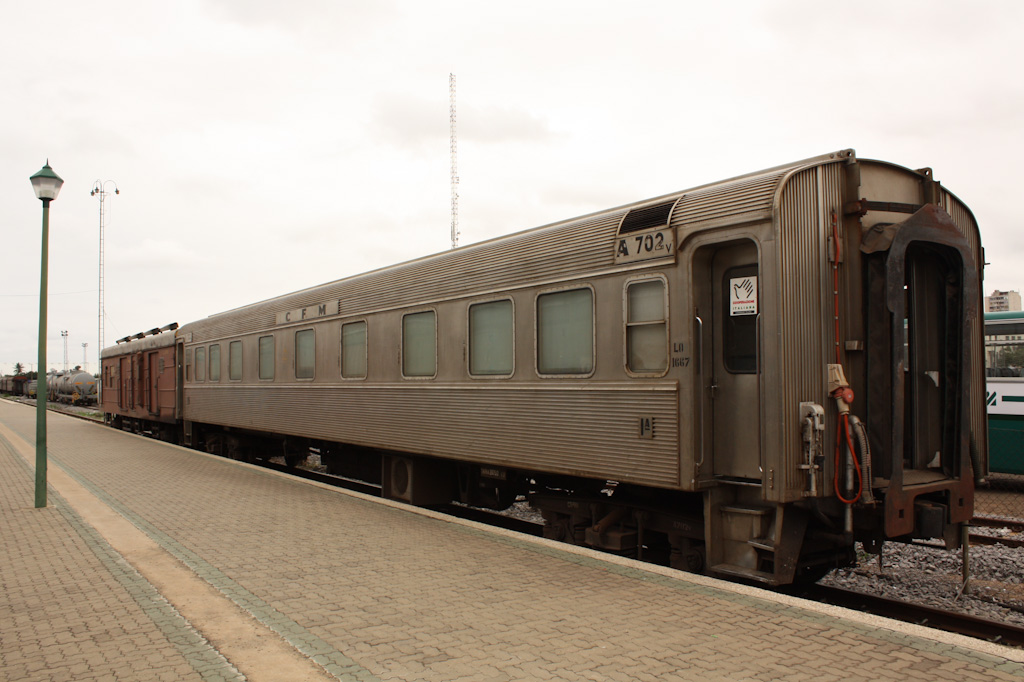
莫桑比克鐵路空調客車
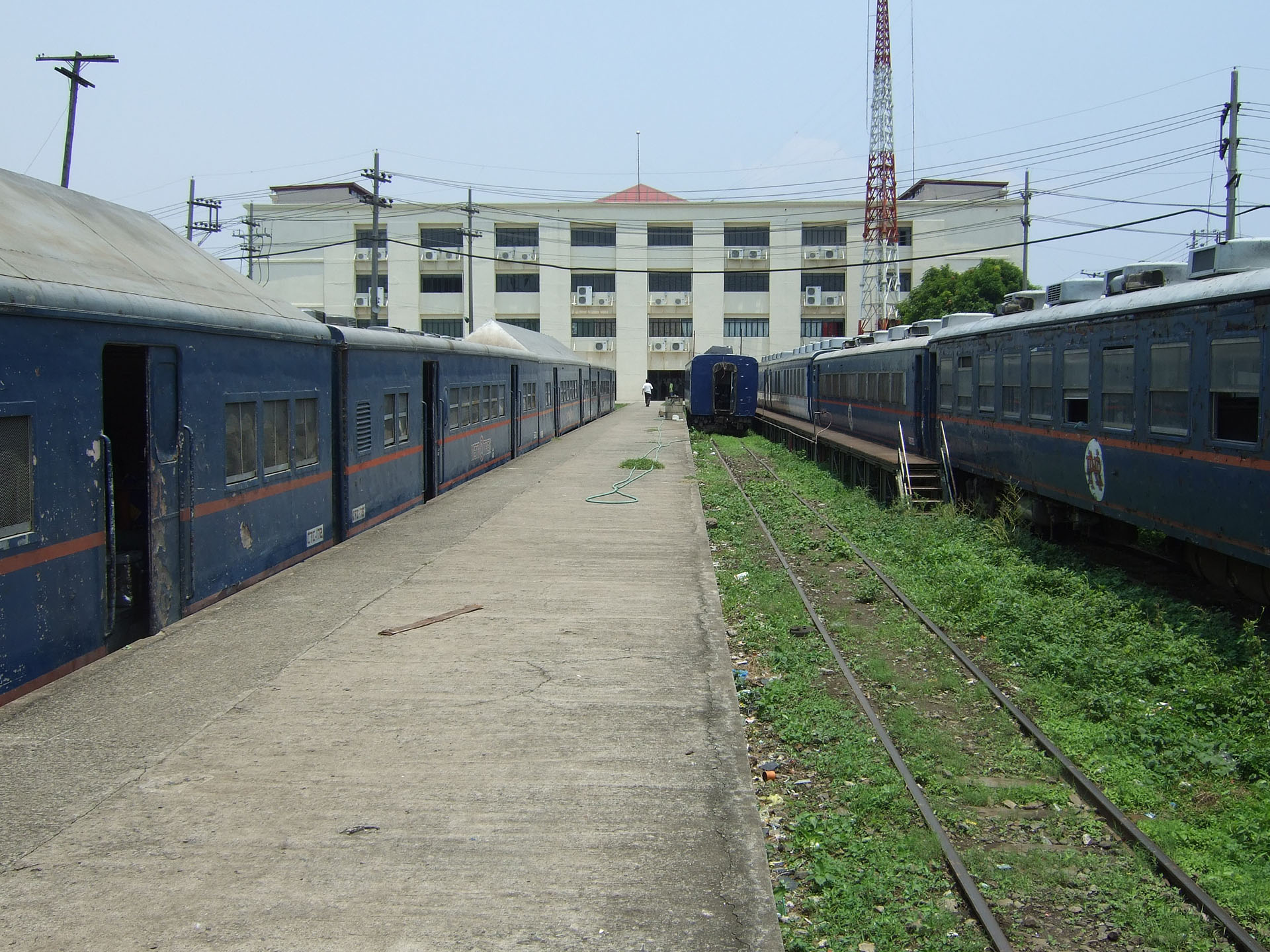
菲律賓國家鐵路的柴油客車 左側改造成客車
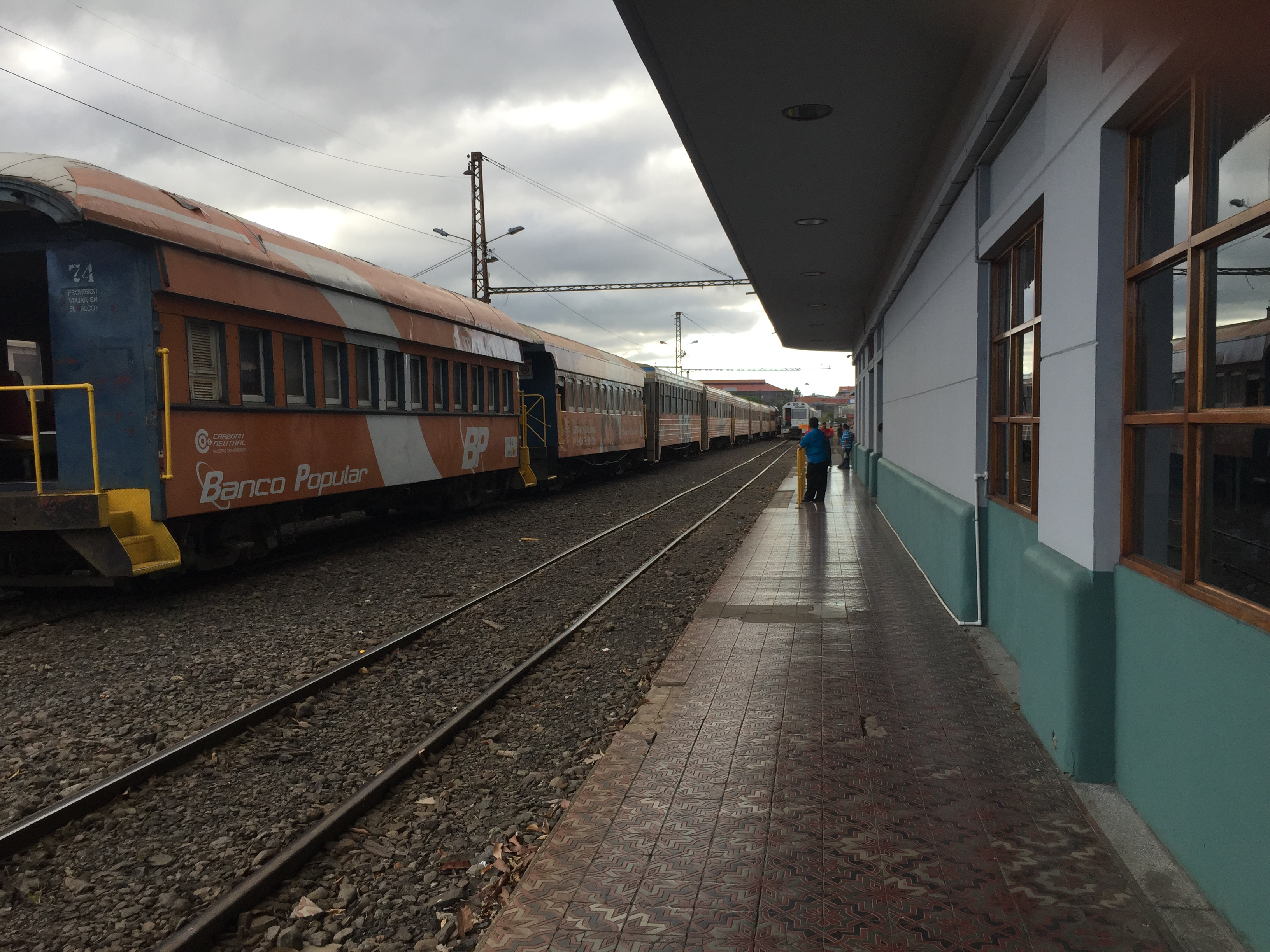
哥斯達黎加國家鐵路半不銹鋼客車 左側遠方第四輛
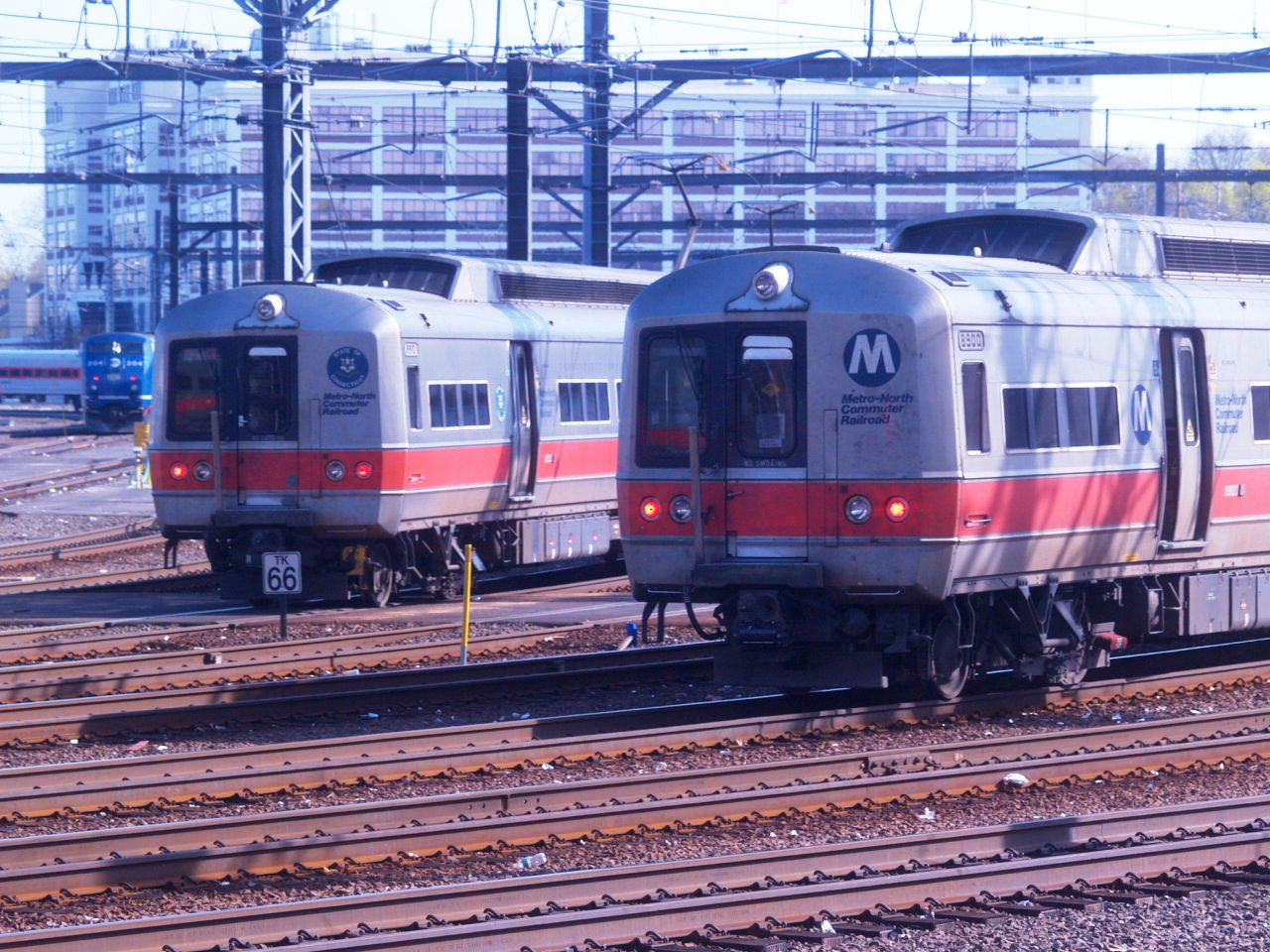
大都會北方鐵路M4型